# Draco reticulatus
Espèce
Statut de conservation UICN

 LC  : Préoccupation mineure
Draco reticulatus est une espèce de sauriens de la famille des Agamidae.

## Répartition
Cette espèce est endémique des Philippines. Elle se rencontre à Bohol, à Leyte et à Samar.

## Publication originale
- Günther, 1864 : The reptiles of British India, London, Taylor & Francis, p. 1-452 (texte intégral).